# Mera (DC Comics)
Mera è un personaggio dei fumetti pubblicato dalla DC Comics, creato da Jack Miller (testi) e Nick Cardy (disegni) nel settembre/ottobre 1963 su Aquaman (vol. 1) n. 11.

## Biografia del personaggio
Mera era una regina sottomarina di una dimensione aliena ("Dimension Aqua"). In una delle sue prime avventure incontrò Aquaman, il re di Atlantide della dimensione terrestre, e innamoratasi di lui decise di sposarlo e rimanere nella sua dimensione.
Ebbero un figlio, Arthur Jr., che venne però ucciso da Black Manta, mortale nemico del marito; questo causò una crisi emotiva in Mera, e a causa del conseguente esaurimento nervoso, decise di lasciare suo marito. Rimasta prigioniera nella dimensione infernale chiamata "Netherworld", venne salvata da Aquaman e in seguito i due si riavvicinarono, tornando insieme.
Dopo l'esilio di Aquaman (dovuto agli eventi di The Obsidian Age, in cui la Justice League of America salvò Atlantide da alcuni stregoni) Mera è rimasta a regnare su Atlantide.
In seguito alla distruzione di Atlantide da parte de Lo Spettro, Mera è divenuta la leader di un piccolo gruppo di ribelli, a protezione di alcuni profughi atlantidei, e ha collaborato con Arthur Joseph Curry, il nuovo Aquaman, e con l'"Abitante degli Abissi", nel quale Mera ha riconosciuto il suo ex marito.

### La notte più profonda
Tempo dopo, mentre si trovava sulla tomba dell'ex marito (morto nel salvare i cittadini della città di Sub Diego), Mera e Garth vennero attaccati dallo stesso Aquaman, ora risorto come Lanterna Nera: Arthur tentò di convincerla a seguirla nell'oltretomba e unirsi al Corpo delle Lanterne Nere, dove avrebbe potuto riabbracciare il suo defunto figlioletto ed essere nuovamente una famiglia, ma Mera fuggì terrorizzata, non riconoscendo suo marito in quell'abominio.
In seguito per combattere Nekron Mera viene posseduta dall'anello di rabbia, divenendo una Lanterna Rossa. Durante la battaglia finale, quando l'Entità risorge tutti i supereroi defunti, l'amore per il redivivo Aquaman annulla il potere dell'anello rosso riportandola alla normalità. Mera e Arthur possono così finalmente tornare insieme.

### Nel giorno più splendente
In seguito alla resurrezione di Aquaman ed al ritorno alla normalità di Mera, i due decidono di viaggiare insieme per i mari, aiutando il prossimo e riavvicinandosi reciprocamente. Mentre Aquaman combatte con gli effetti collaterali della sua esposizione all'anello nero, lui e Mera vengono aggrediti da Siren, sorella minore della regina di Atlantide.
Mera è così costretta a rivelare che, contrariamente a quanto da lei sempre affermato, Xebel, la città dove è nata, non è la capitale della "Dimensione Aqua", bensì una colonia penale di Atlantide, sigillata nel Triangolo delle Bermuda millenni prima. Il padre di Mera, re di Xebel e discendente dei pericolosi prigionieri di Xebel, aveva mandato Mera in missione per uccidere il Re di Atlantide in carica, vendicando la sua gente. Mera, innamoratasi perdutamente di Aquaman, aveva preferito ignorare la sua missione e tacere, temendo che Aquaman l'avrebbe ripudiata.
Contrariamente alle paure di Mera, Aquaman decide di perdonarla e tenerla con sé, sia pur sapendo che sia Siren che Black Manta, nemico di Xebel tanto quanto di Atlantide, potrebbero essere sulle sue tracce.

## Altri media

Mera interpretata da Elena Satine nell'episodio Patriota (2010) di Smallville

- Mera è apparsa nella serie animata The Superman/Aquaman Hour of Adventure, doppiata da Diane Maddox.
- Mera è apparsa nella serie animata Justice League, doppiata da Kristin Bauer nella versione originale.
- Nell'episodio Patriota della decima stagione della serie TV Smallville, Mera è interpretata dall'attrice Elena Satine.
- L'attrice statunitense Amber Heard ha interpretato la principessa Mera nei film del DC Extended Universe (DCEU) Justice League (2017), Aquaman (2018), Zack Snyder's Justice League (2021) e Aquaman e il regno perduto (2023).[2][3]